# SMS Pommern
SMS Pommern – trzeci z pięciu zbudowanych okrętów przeddrednotów typu Deutschland, należących do Kaiserliche Marine. Nazwa okrętu pochodzi od jednej z prowincji pruskiej - Pomorze położonej nad Morzem Bałtyckim. 

## Konstrukcja
Okręt został zbudowany w stoczni AG Vulcan Stettin w Szczecinie. Stępka pod budowę została położona 22 marca 1904 roku, a budowę okrętu ukończono 2 grudnia 1905 roku. Włączenie okrętu do służby miało miejsce 6 sierpnia 1907 roku. Cały okręt kosztował 24,3 miliona reichsmarek. W tym samym czasie co oddanie do służby "Pommern" oraz innych okrętów typu Deutschland zaczęto zastępować okręty tej klasy nowymi okrętami klasy drednot wzorowanymi na brytyjskim pancerniku HMS "Dreadnought" zbudowanym w 1906 roku.
"Pommern" wraz z bliźniaczymi okrętami "Schleswig-Holstein", "Schlesien", "Hannover" oraz "Deutschland" był jednym z pięciu ostatnich niemieckich "przeddrednotów" - pancerników budowanych według zasad obowiązujących przed powstaniem brytyjskiego pancernika "Dreadnought", który zapoczątkował szczytowy okres rozwoju pancerników jako klasy. Okręty typu Deutschland zastąpiły starsze okręty typu Brauschweig m.in. dzięki lepszemu opancerzeniu oraz szybkości.

## Służba
„Pommern” został przydzielony do 2 eskadry liniowej bojowego niemieckiej Hochseeflotte obok bliźniaczych okrętów. Brał udział w corocznych rejsach szkoleniowych i manewrów z resztą Hochseeflotte między 1908 i 1914. 

### I wojna światowa
Jako część Hochseeflotte 2 eskadry bojowej, prowadzonej przez kontradmirała Franza Mauvego SMS "Pommern" wziął udział w bitwie jutlandzkiej 31 maja 1916 roku. Dowódcą okrętu był w tym czasie kmdr Siegfried Bölken. Podczas powrotu do Wilhelmshaven razem z resztą floty został storpedowany przez HMS „Onslaught”, niszczyciel z brytyjskiej 12. Flotylli Niszczycieli. Jedna lub dwie torpedy trafiły w burtę okrętu. Na skutek wybuchu torped eksplodowała amunicja w komorach amunicyjnych pancernika. Po kilku minutach na miejsce katastrofy przypłynął Hannover, ale jego załoga ujrzała tylko resztę „Pommerna” z przewróconą do góry dnem rufą. Nikt z 844 członków załogi nie przeżył.